# 임자남초등학교 임자서분교
임자남초등학교 임자서분교는 대한민국 전라남도 신안군에 있었던 초등학교다.

## 학교 연혁
- 1946년 12월 3일 임자서국민학교 개교
- 1966년 10월 27일 임자남국민학교 임자서분교장 격하 편입
- 1967년 4월 1일 도서벽지학교 '갑'급 지정
- 1968년 5월 1일 도서벽지학교 '갑'급 재지정
- 1975년 8월 1일 도서벽지학교 '갑'급 재지정
- 1979년 2월 1일 도서벽지학교 '특'급 조정
- 1982년 3월 1일 도서벽지학교 '갑'급 조정
- 1986년 1월 1일 도서벽지학교 '나'급 조정
- 1996년 3월 1일 임자남초등학교 임자서분교 개칭
- 2000년 3월 1일 폐교 및 임자남초등학교 통폐합